# Salvia hidalgensis
Salvia hidalgensis là một loài thực vật có hoa trong họ Hoa môi. Loài này được Miranda miêu tả khoa học đầu tiên năm 1951.